# 10305 Ґріньяр
10305 Ґріньяр (10305 Grignard) — астероїд головного поясу, відкритий 29 грудня 1989 року.
Тіссеранів параметр щодо Юпітера — 3,417.